# Икута, Тома
Тома Икута (яп. 生田斗真 Икута Тома, 7 октября 1984, Ноборибетсу, Хоккайдо, Япония) — японский киноактер и певец.

## Биография
Икута Тома родился на Хоккайдо 7 октября 1984 года. Его семья состоит из четырёх человек: отец, мать Хироми, младший брат Рюсэй. У него есть собака по кличке JAM (Джэм). Отец хотел назвать мальчика Тамэгоро, но мать, ссылаясь на сложность произношения, дала ему имя Тома.
Тома был участником детской группы «Strawberry Parfait» вместе с Eiji Wentz («WaT»), выступал в эстрадном шоу для детей «Tensai Terebi kun». В 12 лет он был записан мамой в агентство и отобран лично Джонни Китагавой.
Сразу после этого Тому определили в группу «M.A.I.N.», название которой складывалось из первых букв фамилий её участников: Мацумото Дзюн, Аиба Масаки, Икута Тома и Ниномия Кадзунари.
В 1998 году он вместе с десятью популярными джуниорами того времени: Ямаситой Томохиса (ЯмаПи), Кадзамой Сянсукэ (КазаПон), Хасэгавой Дзюном (ХасэДзюн), Масаей Хатори, Мияги Сюнтой, Фукудой Юутой, Танакой Коки, Госсэки Коити, и Ито Тацуей становится членом группы «B.I.G.» (Bad Image Generation). Вскоре группа уменьшилась до двух членов — Томы и ЯмаПи. С этого времени начинается история их дружбы.
В конце 2002 года Tackey и Tsubasa выпускаются из джуниоров и создают группу «4Tops» вместе с Томой, ЯмаПи, ХасэДзюном и КазаПоном. В таком составе они вели «Shonen Club».
В 2003 год была образована группа «News», лидером которой стал Ямасита Томохиса. Это означало, что группа «Four Tops» прекращает своё существование.
В июне 2006 становится членом неофициальной группы «No Border», в которую также были включены Ямасита Томохиса («NEWS»), Мацумото Джун («Arashi»), Мураками Синго («Kanjani8»), Ацухиро Сато (бывший член «Hikaru Genji»), Коити Домото («KinKi Kids»), Тацуя Ямагути («TOKIO») и Хидэаки Такидзава («Tackey & Tsubasa»). Каждый член группы имеет свой цвет — белый, чёрный, красный, розовый, пурпурный, золотой, голубой и серый (но никому, кроме членов группы, неизвестно у кого какой цвет).
Однако, несмотря на активную творческую деятельность, Тома не получал признания. Роль Накацу Сюити в телесериале Hanazakari no Kimitachi E стала для Томы по-настоящему судьбоносной. Она принесла ему любовь зрителей, кинонаграды за лучшую мужскую роль второго плана и новые, интересные предложения. Тома снялся в дораме Hachimitsu to Kuroba в главной роли и снова стал обладателем этой кинопремии, снялся в дораме Maou. А недавно[когда?] закончил работу в японской версии мюзикла Grease и начал работу над медицинской дорамой Voice.

## Дорамы
- 1997 — Агури / Aguri / Agri
- 1998 — Love and Peace — Хоригути Ёхэй
- 2002 — Будь добрее к людям / Хито ни ясасику
- 2005 — Гэкидан Энгимоно — Эйдзи
- 2005 — Dekabeya — Оти Уикио
- 2006 — akihabara@DEEP — Box
- 2007 — Для тебя во всем цвету / Hanazakari no Kimitachi e — Накацу Сюити
- 2007 — Цветочки после ягодок: возвращение / Hana Yori Dango: Returns — Орибэ Дзюмпэй
- 2008 — Мед и клевер / Hachimitsu to Clover / Honey and Clover — Такэмото Юта
- 2008 — Дьявол / Мао: — Сэридзава Наото
- 2008 — Для тебя во всем цвету: спецвыпуск / Hanazakari no Kimitachi e SP — Накацу Сюити
- 2009 — Суд над Ведьмой / Мадзё сайбан — Ёсиока Тору
- 2009 — Голос / Voice — в роли Исимацу Рюсукэ
- 2009 — Удивительные истории мира / Ёнимо кимё на моногатари
- 2010 — Кругом пустыня / Kyuukei no Kouya
- 2010 — Тщеславный детектив / Унуборэ дэка / Conceited Detective — Хондзё Садамэ
- 2012 - Поздно цветущий подсолнух ~Моя жизнь, возрождение~
- 2014 - Стратег Камбей
- 2014 - Уроборос

## Фильмы
- 2005 —  Asuka e, Soshite Mada Minu Ko e /  Для Асуки и ребёнка, которого я не видел
- 2010 — Потеря человечности / Ningen Shikkaku / The Fallen Angel — в роли Обы Ёдзо
- 2010 — Приморский мотель / Seaside Motel / Shîsaido môteru — Масаюки Камэда
- 2010 — Hanamizuki / Flowering Dogwood — Кохэй
- 2011 — The Tale of Genji — Хикару Гэндзи
- 2012 — Bokura Ga Ita / Это были мы — Мотохару Яно
- 2012 — Bokura Ga Ita-2 / Это были мы-2 — Мотохару Яно
- 2013 — The brain man / Человек-мозг — Итиро Сузуки
- 2014 — Mogura no uta / Песня крота
- 2014 - Miracle Debikuro kun no Koi to Mahou / Любовь и магия чудесного Дэбикуро-куна
- 2015 - Gurasuhoppa / Кузнечик
- 2015 - Yokokuhan / Преступление с уведомлением
- 2016 - Himitsu THE TOP SECRET / Совершенно секретно
- 2017 - Karera ga Honki de Amutoki wa /  Когда они серьёзно относятся к вязанию
- 2017 - Sensei! / Учитель

## Мюзиклы
- 2006 — Cat in the Red Boots — в роли TOMA-sama
- 2007 — The Two Gentlemen of Verona

## Театр
- 2013 - Marquis de Sade Mrs. Anne Auditors
- 2013 - My Friend Hitler
- 2013 - Seagull
- 2011 - Mishima double
- 2008 - Grease
- 2007 - Two Gentlemen of Verona
- 2007 - Endless SHOCK
- 2006 - Cat in the Red Boots
- 2006 - Azumi ~AZUMI RETURNS~
- 2006 - Кот в красных сапогах
- 2005 - Azumi ~AZUMI on STAGE~
- 2004 - WEST SIDE STORY
- 2004 - PLAYZONE2004 WEST SIDE STORY
- 2004 - Edgar's is missing
- 2004 - Mama Loves Mambo III
- 2003 - PLAYZONE2003 Vacation
- 2003 - SHOCK~is Real Shock~
- 2002 - Another (Kansai Jr.2002 version)
- 2001 - Susanoh
- 2000 - MILLENNIUM SHOCK
- 1998 - KYO-TO-KYO
- 1997 - Stand by Me

## Награды
- 54th Television Drama Academy Awards: Best Supporting Actor (Hanazakari no Kimitachi e)
- Nikkan Sports Drama Grand Prix, Winter 2007: Best Supporting Actor (Honey & Clover)
- 11th Nikkan Sports Drama Grand Prix, April 2007-March 2008: Best Supporting Actor (Hanazakari no Kimitachi e)
- 84th Kinema Junpo Awards 2011: Best New Actor (Ningen Shikaku)
- Blue Ribbon Awards 2011: Rookie of the Year (Ningen Shikaku)